# Коктерек (Маканчинський район)
Коктере́к (каз. Көктерек) — село у складі Маканчинського району Абайської області Казахстану. Адміністративний центр Коктерецького сільського округу.
Населення — 1040 осіб (2021; 1503 у 2009, 1654 у 1999, 1285 у 1989).
Національний склад станом на 1989 рік:
- казахи — 100 %

Станом на 1989 рік село називалось Мирний.